# Antonio López Borrasca
Antonio López Borrasca (1926, Zorita, Cáceres-11 de noviembre de 2008, Salamanca) fue un médico hematólogo español.

## Biografía
En 1952 la Diputación de Salamanca le encarga la dirección del Instituto de Investigaciones Clínicas, parte de la Facultad de Medicina y que contaba con una sección de hematología. En 1960 se le encarga el desarrollo del Servicio de Hematología de Universidad de Navarra y su clínica.
En 1975, con el nacimiento del Hospital Clínico Universitario de Salamanca se crean, entre otros, el servicio de Hematología y a su vez la primera Cátedra de la especialidad en España, que obtuvo López Borrasca. Discípulos suyos fueron Ignacio Alberca, Javier Batlle, Vicente Vidal, Vicente Vicente, Fernando Hernández Navarro, José María Moraleda y Jesús San Miguel. Compañero de servicio de López Borrasca fue Agustín Ríos González.

## Publicaciones
- Enciclopedia Iberoamericana de Hematología. Universidad de Salamanca.

## Premios y reconocimientos
En 1998 recibió el Premio Castilla y León de Investigación Científica y Técnica.
En la ciudad de Salamanca una calle lleva su nombre.